# (31431) Cabibbo
Pour les articles homonymes, voir Cabibbo.
(31431) Cabibbo est un astéroïde de la ceinture principale. Il a été nommé en l'honneur du physicien italien Nicola Cabibbo.

## Description
(31431) Cabibbo est un astéroïde de la ceinture principale, découvert le 21 janvier 1999 à Bologne par l'observatoire San Vittore. Il présente une orbite caractérisée par un demi-grand axe de 2,76 au, une excentricité de 0,27 et une inclinaison de 9,9° par rapport à l'écliptique.